# 顾翼东

顾翼东（1903年3月4日—1996年1月21日），中国化学家。生于江苏苏州。1923年毕业于东吴大学化学系。1925年获美国芝加哥大学硕士学位，1935年获该校博士学位。1980年当选为中国科学院学部委员(院士)。曾任复旦大学教授。主要从事中国丰产元素钨、钼、铌、钽及稀有元素化学的研究，开展有关液－固体系平衡相图及溶剂萃取的工作。